# Ludwik II Grimaldi
Ludwik II (ur. jako Louis Honore Charles Antoine Grimaldi; ur. 12 lipca 1870 w Baden-Baden, zm. 9 maja 1949 w Monako) – 12. książę Monako od 27 czerwca 1922 do 9 maja 1949, syn księcia Alberta I Grimaldiego i Marii Wiktorii Hamilton.

## Powiązania rodzinne
Ludwik urodził się 12 lipca 1870 roku w niemieckim Baden-Baden. Jego rodzicami byli Albert I Grimaldi, książę Monako i jego żona Maria Wiktoria Hamilton. Miał czworo przyrodniego rodzeństwa z drugiego małżeństwa swojej matki z Taszilo II, hrabią Tolna; byli to Maria Matylda Georgina (ur. 1881, zm. 1953), Jerzy Taszilo Józef (ur. 1882, zm. 1942), Aleksandra Olga Eugenia (ur. 1884, zm. 1963) i Karola Fryderyka Maria (ur. 1888, zm. 1951). Jego dziadkami ze strony ojca byli Karol III Grimaldi, książę Monako, i Antoinette de Merode, ze strony matki zaś William Aleksander Archibald Douglas Hamilton, książę Hamilton i książę Brandon oraz jego żona, Maria Amelia Elżbieta Karolina Baden, adoptowana córka Napoleona Bonaparte.
Matka przyszłego księcia, Maria Wiktoria, miała dziewiętnaście lat w dniu swojego ślubu z Albertem I Grimaldim i nie była szczęśliwa w tym małżeństwie. Wkrótce opuściła Księstwo Monako, a jej małżeństwo anulowano w 1880 roku. Ludwik wychowywał się w Niemczech z drugim mężem matki, hrabiego Tolna, który w 1911 roku otrzymał tytuł księcia. Do jedenastego roku życia nie spotkał swojego biologicznego ojca, ale potem został zobowiązany do powrotu do Monako, gdzie miał wypełniać książęce obowiązki (był następcą tronu). Nie był jednak zadowolony z pobytu w ojczyźnie i wyjechał do Francji, gdzie ukończył Akademię Militarną świętego Cyryla. Po czterech latach wstąpił do Francuskiej Legii Cudzoziemskiej, walczącej w afrykańskich koloniach.

## Małżeństwo i rodzina
Podczas pobytu w Algierii Ludwik poznał Marię Juliettę Louvet (ur. 1867, zm. 1930), piosenkarkę kabaretową, która była rozwiedziona z francuskim fotografem Achille’em Delmaetem i miała z nim dwoje dzieci, Jerzego i Małgorzatę. Ojciec przyszłego księcia nie akceptował związku swojego syna; Ludwik ponoć poślubił Marię w 1897 roku, ale nie ma na to żadnych dowodów. 30 września 1898 w Konstantynie urodziła się ich córka, Charlotte Luiza Julietta.
Ludwik po dziesięciu latach został odznaczony Legią Honorową, a w 1908 roku powrócił do domu, pozostawiając swoje dziecko i jego matkę. Kontynuował wojskową karierę i otrzymał tytuł brygadiera.
Książę ożenił się pomiędzy 24 a 27 lipca 1946 roku w Monako. Jego żoną została Gizela Dommanget, francuska aktorka, była żona aktora Andrego Brule’a. W dniu ślubu książę liczył sobie 76 lat.

## Potomkowie
| Dzieci                         | Wnuki                      | Prawnuki                      |
| Charlotte, księżna Valentinois | Antoinette, baronowa Massy | Elżbieta de Massy             |
| Charlotte, księżna Valentinois | Antoinette, baronowa Massy | Krystian de Massy             |
| Charlotte, księżna Valentinois | Antoinette, baronowa Massy | Krystyna de Massy             |
| Charlotte, księżna Valentinois | Rainier III, książę Monako | Karolina, księżna Hanoweru    |
| Charlotte, księżna Valentinois | Rainier III, książę Monako | Albert II, książę Monako      |
| Charlotte, księżna Valentinois | Rainier III, książę Monako | księżniczka Stefania z Monako |

## Książę Monako
Ludwik od pierwszych dni życia zajmował pozycję następcy monakijskiego tronu. W 1911 roku wybuchł w Monako kryzys, bo przyszły książę nie miał legalnego potomka i tron trafiłby w ręce jego kuzyna, Wilhelma Uracha, syna księżnej Florestyny, siostry Karola III Grimaldiego (w 1918 roku Wilhelm został królem Litwy). Wówczas postanowiono nieco zmodyfikować obowiązujące prawo, Ludwik adoptował swoją córkę Charlotte, nadając jej rodowe nazwisko Grimaldi, włączając do książęcej rodziny i czyniąc następczynią tronu. Dziewczyna otrzymała również tytuł księżnej Valentinois.
27 czerwca 1922 w Paryżu zmarł książę Monako Albert I i tron przejął jego jedyny syn, przyjmując imię Ludwik II. W 1924 otworzył Monaco Football Club, a w 1929 odbyła się pierwsza edycja Monaco Grand Prix, słynnego dzisiaj wyścigu Formuły 1. W 1939 w Monako miała miejsce kolejna Uniwersjada, a rozgrywki odbywały się na stadionie, nazwanym na cześć księcia Stadionem Ludwika II.
Książę prowadził profrancuską politykę podczas II wojny światowej, ale starał się zachować neutralność Monako. W 1943 roku włoska armia napadła i okupowała Monako, księstwo znalazło się potem pod okupacją niemiecką i rozpoczęło deportację ludności żydowskiej. Wśród nich znalazł się Rene Blum, założyciel słynnej Opery Monte Carlo, który zmarł w obozie koncentracyjnym w Auschwitz. W 1944 roku jego córka zrezygnowała z możliwości dziedziczenia tronu na rzecz swojego syna, Rainiera Grimaldiego.
Pod koniec swojego życia przebywał głównie w Paryżu i tam też po raz pierwszy ożenił się (w lipcu 1946). Rzadko przyjeżdżał do Monako, razem z żoną mieszkali w Marchais, w rodzinnej posiadłości niedaleko stolicy Francji. Książę zmarł 9 maja 1949 w Monako. Został pochowany w Katedrze Świętego Mikołaja w Monte Carlo. Jego żona żyła do 1991 roku i została pochowana na Cmentarzu Passy.